# William Houck (homme politique)
Pour les articles homonymes, voir William Houck et Houck.
William Limburg Houck (10 mai 1893-5 mai 1960) est un homme politique canadien de l'Ontario. Il est député provincial de Niagara Falls de 1934 à 1943 et de 1948 à 1953, ainsi que député fédéral libéral de la circonscription ontarienne de Niagara Falls de 1953 à 1960.

## Biographie
Né à Buffalo dans l'État de New York, Houck devient marchand de carburant et de charbons.
Élu député provincial en 1934, il est réélu en 1937 en 1948 et en 1951. Durant cette période, il est ministre sans portefeuille dans le cabinet du premier ministre Mitchell Hepburn de 1937 à 1943. De 1947 à 1950, il est maire de Niagara Falls.
Élu député fédéral en 1953, il est réélu en 1957 et en 1958. Il meurt en fonction en 1960.